# وکیل چوسان
وکیل چوسان (کره‌ای: 조선변호사; لاتین‌نویسی اصلاح‌شده: Joseonbyeonhosa) یک مجموعهٔ تلویزیونی کره جنوبی سال ۲۰۲۳ با بازی وو دو هوان، بونا و چا هاک یون است. این مجموعه از ۳۱ مارس تا ۲۰ مه ۲۰۲۳، روزهای جمعه و شنبه ساعت ۲۱:۵۰ (کی‌اس‌تی) از ام‌بی‌سی پخش شد.

## خلاصهٔ داستان
کانگ هان سو (وو دو هوان) برای گرفتن انتقام مرگ والدینش، تبدیل به یک وکیل توانا می‌شود. او می‌خواهد از طریق محاکمه، از دشمنی که والدینش را کشته‌است انتقام بگیرد.

## بازیگران

### اصلی
- وو دو هوان در نقش کانگ هان سو[۹]
- بونا در نقش لی یون جو
- چا هاک یون در نقش یو جی سون

### مکمل
- هان سو اون در نقش کانگ اون سو

خواهر بزرگتر کانگ هان سو.
- چون هو جین در نقش یو جه سه

پدر یو جی سون.
- چوی بیونگ-مو در نقش ایم سانگ هو[۱۲]
- نام کیونگ اوپ در نقش چوی سو یونگ[۱۳]
- لی ته گوم در نقش لی بانگ[۱۴]
- کیم دو یون در نقش سرآشپز بک

بهترین سرآشپز چوسان.